# Gran Sur
Gran Sur (en italiano: Grande Sud, abreviado GS) fue un partido político italiano de ideología regionalista, situado en el Centroderecha y con base en la Italia meridional.

## Historia
Gran Sur fue fundado el 5 de septiembre de 2011 de la unión de tres partidos regionalistas de la Italia meridional: Fuerza del Sur (liderado por Gianfranco Micciché, con sede en Sicilia), Nosotros el Sur (de Arturo Iannaccone, con sede en Campania) y Yo el Sur (de Adriana Poli Bortone, con sede en Apulia).
En enero de 2012, GS formó un subgrupo del Grupo Mixto de la Cámara de Diputados de Italia. En las elecciones regionales de Sicilia de 2012 Micciché fue su candidato para Presidente en una coalición de GS con el Partido de los Sicilianos, el Movimiento Popular Siciliano y la sección local de Futuro y Libertad; Micciché obtuvo un 15,4% de los votos y GS logró un 6,0%, obteniendo cinco diputados regionales.
De cara a las elecciones generales de 2013, GS se presentó dentro de la coalición de centro-derecha liderada por Silvio Berlusconi, con una lista autónoma para el Senado y con una lista única junto al Partidos de los Sicilianos-MpA para la Cámara.
El 23 de noviembre de 2013, Micciché anunció la incorporación de Gran Sur a la refundada Forza Italia de Berlusconi.